# Лінійне параметричне коло
Лінійне параметричне коло — лінійне електричне коло, у якому параметр хоча б одного його елемента змінюється в часі (зазвичай, періодично). Методи аналізу лінійних параметричних кіл розділяються на числові та на символьні.

## Символьний аналіз параметричних кіл

### Вступ
Символьний аналіз у методах автоматизованого проектування електричних кіл завжди займав та й займає особливо важливе місце, оскільки він забезпечує можливість виявлення існуючих зв’язків між результатами аналізу та параметрами компонентів кола, що, своєю чергою, робить процес проектування більш цілеспрямованим та якісно змістовним.
«Ручний» розрахунок кіл, який використовувався до появи комп’ютерних програм, був хоча й в значній мірі лише наближеним, проте базувався на таких зв’язках, що забезпечували адекватність результатів проектування. Досвід використання перших програм та систем автоматизованого проектування радіоелектронної апаратури (РЕА), які базувалися переважно на числових методах, неодноразово показував, що незважаючи на швидкість отримання результату на кожному окремому кроці проектування, вони не виявляли якісного (аналітичного) взаємозв’язку між результатами розрахунків та параметрами компонентів. Тому символьні методи, які часто є громіздкі і більш повільнодіючі, завжди були у полі зору спеціалістів.
Символьні методи у автоматизації проектування РЕА розвивали і підтримували такі українські вчені як Сігорський В.П., Трохименко Я.К., Блажкевич Б.І., Максимович М.Г., Дмитришин Р.В., Матвійчук Я.М. та інші. Їх роботи сприяли розвитку символьних методів аналізу лінійних кіл з постійними параметрами. Застосування перетворення Лапласа чи Хевісайда до математичних моделей таких кіл у вигляді системи лінійних диференціальних рівнянь з постійними коефіцієнтами приводило до математичних моделей у вигляді системи лінійних алгебраїчних рівнянь стосовно зображень відповідних змінних. На цій основі використовувались добре розроблені методи аналізу прохідних чотириполюсників та багатополюсників, методи розрахунку вторинних параметрів електричних кіл та їх частотних характеристик тощо.

### Стан питання
Інакше виглядає справа з лінійними колами зі змінними в часі параметрами, зокрема, параметричними колами, математична модель яких має вигляд  диференціального рівняння такого вигляду:
{\displaystyle a_{n}(t)y^{n}+a_{n-1}(t)y^{n-1}+...+a_{1}(t)y=b_{m}(t)x^{m}+b_{m-1}(t)x^{m-1}+...+b_{1}(t)x}, (1)
де y – вихідна (шукана) та  x −  вхідна (задана) змінні, відповідно; t – незалежна змінна (час); ai(t), bj(t) – відомі функції часу t. 
Рівняння (1) не можуть бути в загальному випадку алгебраїзовані з допомогою вище згаданих перетворень, оскільки містять змінні у часі коефіцієнти. Тому й методи аналізу кіл з постійними параметрами, про які було сказано раніше, не можуть бути застосовані у цьому випадку. При потребі такі рівняння розв’язуються різними числовими методами з типовими для таких методів особливостями та недоліками.  Аналітичні розрахунки якщо й виконуються, то у досить обмежених випадках та, як правило, за визначеними тільки для цих випадків і часто наближеними залежностями. Ряд вітчизняних авторів спрямовують свої зусилля на побудову загальної теорії параметричних кіл.
З іншого боку, розробники РЕА, намагаючись спростити розрахунки при розв’язуванні (1), шукали підходів, подібних до використовуваних при аналізі кіл з постійними параметрами. Так, у другій половині 40-х років ХХ-го століття вченими І.З. Штокало та Ш. Бланом  за аналогією з колами з постійними параметрами були введені, а пізніше іншими авторами уточнені , поняття функції передавання W(s,t) (строго говорячи, тут і далі йде мова про спряжену функцію передавання). Якщо функція передавання кола з постійними параметрами W(s) є функцією тільки однієї змінної s, то для параметричних кіл ця функція в силу нестаціонарності параметрів кола стає ще й функцією часу t, тобто W(s,t).
У 1950 р. Л.А.Заде для лінійного параметричного кола, що описане диференціальним рівнянням (1), вивів диференціальне рівняння, що описує це коло у частотній області :
{\displaystyle {\frac {1}{n!}}{\frac {d^{n}A(s,t)}{ds^{n}}}{\frac {d^{n}W(s,t)}{dt^{n}}}+...+{\frac {dA(s,t)}{ds}}{\frac {dW(s,t)}{dt}}+A(s,t)W(s,t)=B(s,t)}, (2)
де  {\displaystyle W(s,t)={\frac {Y(s,t)}{X(s,t)}}} - функція передавання кола; {\displaystyle A(s,t)=a_{n}(t)s^{n}+...+a_{1}(t)s+a_{0}(t)}; {\displaystyle B(s,t)=b_{m}(t)s^{m}+...+b_{1}(t)s+b_{0}(t)}; {\displaystyle a_{i}(t),b_{j}(t)}- відповідні коефіцієнти рівняння (1); {\displaystyle Y(s,t),X(s,t)}- зображення вихідної та вхідної змінної у частотній області, відповідно; s- комплексна змінна; t- час.
         Диференціальне рівняння (2) містить комплексні змінні у часі коефіцієнти та таку ж праву частину і при нульових початкових умовах описує передавальну функцію параметричного кола та її зв’язок з коефіцієнтами рівняння (1). Очевидно, що для кола з постійними коефіцієнтами {\displaystyle (a_{i}(t),b_{j}(t)=const)}, похідні функції W(s,t) по часу в (2) дорівнюють нулеві, і це рівняння перетворюється у загально відомий вираз для кіл з постійними параметрами : 
{\displaystyle W(s)={\frac {B(s)}{A(s)}}={\frac {b_{m}s^{m}+...+b_{1}s+b_{0}}{a_{n}s^{n}+...+a_{1}s+a_{0}}}}. (2,a)
У роботі   подано два методи наближеного розв’язання рівняння (2), які, з одного боку, дозволяють «вручну» отримати  результат (хоча й дуже наближений), а з іншого – не зручні для програмної реалізації, і тому не призводять до принципового підвищення точності розрахунків. Пізніше інші автори   широко користуються рівнянням (2), але не дають точніших чи ефективніших методів його розв’язання. Труднощі розв’язання рівняння (2) і стали тією причиною, яка на деякий час загальмувала розвиток частотних символьних методів аналізу параметричних кіл.

### Частотний символьний метод аналізу лінійних параметричних кіл
Принципово нові можливості отримали символьні методи у сучасних засобах автоматизованого проектування РЕА у зв’язку з появою універсальних програмних засобів з потужними блоками символьної математики (наприклад, MATHCAD, MATLAB та ін.). Останні дозволили поєднати додатні сторони числових та символьних методів аналізу і зробити процес проектування РЕА швидкодіючим, цілеспрямованим та якісно змістовним. У роботі  запропоновано такий спосіб розв’язання рівняння (2) на підставі використання ефективного методу гальоркінського типу  у поєднанні з можливостями програмних засобів з потужними блоками символьної математики. Це послужило поштовхом до використання символьних частотних методів у практиці моделювання лінійних параметричних кіл.
Запропонований підхід базується на таких вихідних положеннях:
1. У колі знаходиться один параметричний елемент, параметр якого змінюється у часі періодично з періодом Т.
2. Коефіцієнти правої і лівої частин рівняння (2) можуть не залежати від часу або бути періодичними функціями часу з періодом Т.
3. Передавальна функція W(s,t) теж є періодичною функцією часу з періодом Т.
4. Оскільки в загальному випадку рівняння (2) не має точного аналітичного розв’язку, то розв’язок необхідно шукати у вигляді певної апроксимації, яка повинна враховувати як відомі властивості шуканої передавальної функції W(s,t), так і особливості алгоритму її визначення. Це означає: 
  1. апроксимація Ŵ(s,t) передавальної функції W(s,t) повинна бути такою, що забезпечує довільну наперед     задану точність;
  2. оскільки Ŵ(s,t) при підстановці у (2) повинна диференціюватись по часу n разів, то її треба описувати відомими функціями, які легко диференціюються (наприклад, без багатоповерхових дробів тощо).

У роботі  для розв’язання (2) запропонована апроксимація Ŵ(s,t) тригонометричним рядом Фур’є (до речі, відмітимо, що у , правда для інших цілей, також використане представлення W(s,t) тригонометричним рядом Фур’є). Ця апроксимація повністю задовольняє наведені вище вимоги і має вигляд:
{\displaystyle {\widehat {W}}(s,t)=W_{0}(s)+\sum _{i-1}^{k}[W_{ci}(s)\cos(i\Omega t)+W_{si}(s)\sin(i\Omega t)]}, де {\displaystyle \Omega ={\frac {2\pi }{T}}}. (3)
Таким вимогам задовольняє й апроксимація Ŵ(s,t) рядом Фур’є у комплексній формі:
{\displaystyle {\widehat {W}}(s,t)=W_{0}(s)+\sum _{i-1}^{k}[W_{-i}(s)\exp(i\Omega t)+W_{+i}(s)\exp(i\Omega t)]}. (4)
Алгоритм знаходження розв’язку (2) такий:
Крок 1.  Один з виразів (3) чи (4), нехай вираз (3),  диференціюємо по t n разів і разом зі своїми n похідними  підставляємо у (2). 
Крок 2. Переносячи після цього у виразі (2) праву частину вліво, отримуємо алгебраїчний вираз, який позначимо наступним чином:
{\displaystyle \delta (W_{0},W_{c1},W_{s1},W_{c2},W_{s2},.....,W_{ck},W_{sk})=0}. (5)
Функціонал {\displaystyle \delta } з (5) у часі періодичний з періодом T і містить (2k+1) невідомих   
 {\displaystyle W_{0},W_{c1},W_{s1},W_{c2},W_{s2},.....,W_{ck},W_{sk}} , які потрібно визначити.
Крок 3. Оскільки функціонал {\displaystyle \delta } є періодичний, то розкладаємо його у ряд Фур’є з періодом T і, згідно (5), прирівнюємо k гармонік і постійну складову цього ряду до 0. В результаті отримуємо (2k+1) лінійних алгебраїчних рівнянь, які й формують лінійну систему (СЛАР) (2k+1)-го порядку з (2k+1) невідомими.
Крок 4. Розв’язання отриманої СЛАР і визначає шукані невідомі виразу (5) та апроксимації (3). Очевидно, що аналогічні дії можемо провести й з апроксимацією (4).
Відзначимо такі особливості описаного вище методу символьного частотного аналізу лінійних параметричних кіл:
     1).   Стосовно вибору кількості k гармонік (крок 3) зауважимо, що, як правило, вибираємо перші k гармонік. Проте відомі алгоритми, які дозволяють отримувати розв’язки у випадку, коли кількість рівнянь більша, ніж кількість невідомих. На наш погляд, питання вибору гармонік та кількості рівнянь у кожному конкретному випадку доцільно покласти на спеціаліста, який проектує задане параметричне коло.
     2). Розв’язання отриманої у кроці 4 СЛАР (позначимо її у матричній формі через {\displaystyle M\times W=P}) має свої особливості, оскільки деякі чи всі елементи матриці М та вектору Р задані символьно. Тому для розв’язання СЛАР потрібно застосовувати символьні методи.
     3).  Вибір апроксимації (3) чи (4) принципового значення не має. Але, як показала практика, при застосуванні апроксимації (4) матриця M при однаковому з апроксимацією (3) порядку більш розріджена. А це досить важливо при символьному розв’язанні СЛАР. Тому, на наш погляд, апроксимація (4) більш принадна.
     4). Розв’язавши СЛАР, отримуємо апроксимуючий вираз для W(s,t) у вигляді (3) чи (4). Величини {\displaystyle W_{0}(s),W_{ci}(s),W_{si}(s)} чи {\displaystyle W_{0}(s),W_{-i}(s),W_{+i}(s)} при цьому представляють собою дробово-раціональні вирази, подібні до (2,а), де знаменники однакові і є визначником матриці M, а чисельники – визначниками модифікованих матриць M, у яких відповідний стовбець замінений вектором P.
     5). Особливість кроків 1-4 полягає у тому, що декілька чи всі параметри досліджуваного кола, включаючи s,{\displaystyle \Omega } та інші параметри параметричного елемента, задані символьно. Тому диференціювання апроксимуючої функції, підстановка її та її похідних у рівняння (2), визначення k гармонік з (2k+1)-разовим інтегруванням добутків виразу (5) на відповідні ортогональні функції, розв’язання СЛАР - є символьними і дуже громіздкими. Тут і прийшли на допомогу згадані вище потужні символьні блоки сучасних пакетів CAD, які й зробили описані у роботі обчислення практично можливими . 
     6).   Символьне розв’язання СЛАР, якщо й зустріне труднощі при використанні пакетів CAD, то може бути виконане, наприклад, добре зарекомендованими програмами , що реалізують метод d- дерев.

### Колектив авторів
Частотний символьний метод аналізу лінійних параметричних кіл реалізований у програмі функцій UDF MAOPCs  за активної участі Бачик Д.Р., Маньковського С.В., Шаповалова І.Ю., Мандзія Б.А., Децик К.О. і при загальному керівництві Шаповалова Ю.І.

### Напрямки застосування
1. Розглянутим методом проведено аналіз ряду параметричних кіл: генератора імпульсів, модулятора, синхронного детектора,  одноконтурного та двохконтурного параметричного підсилювача. У роботах [29][30][31] наведені результати таких досліджень. Результати аналізу генератора импульсів збіглися з даними, наведеними у [32]. Результати, отримані при аналізі інших параметричних кіл, є фізично очікуваними, хоча більш детальне порівняння їх з даними інших авторів ускладнене у зв’язку з відсутністю у літературі таких даних.
2. Суттєво важливим питанням при аналізі лінійних параметричних кіл є питання стійкості цих кіл. Не вчасно чи не вдало проведене дослідження стійкості проектованого пристрою може завдати неоправданих втрат часу та звести нанівець подальші етапи його проектування. Особливо це відноситься до параметричних кіл. Аналіз стійкості параметричних кіл пов’язаний з знаходженням коренів так званої «нормальної параметричної функції передавання»  W(s,ξ) [20], яка є розв’язком диференціального рівняння, подібного до (2). Це рівняння також доцільно розв’язувати методом, розглянутим у даній роботі, та обчислювати корені розв’язку традиційними методами.
3. Важливим питанням проектування РЕА є можливість визначення чутливостей досліджуваних кіл. Чутливість є основою для розв’язання задач статистики, оптимізації та синтезу рядом широко використовуваних методів. Основна перевага символьних методів, зокрема, й розглянутого у даній роботі символьного методу визначення передавальних функцій параметричних кіл і полягає у простоті визначення їх чутливостей до зміни параметрів кола, включаючи параметри параметричного елемента, комплексну змінну p та дійсну змінну t. Таким чином, розглянутий метод може стати основою для розроблення програм аналізу лінійних параметричних кіл у сучасних пакетах автоматизованого проектування РЕА.